# Odin Broederschap

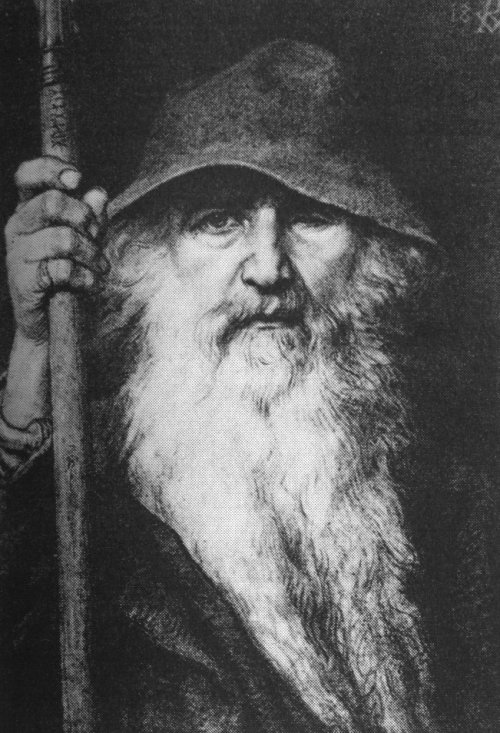
De afbeelding die door het Odin Broederschap gebruikt wordt.

Het Odin Broederschap is een geheim genootschap van mannen en vrouwen die waarde hechten aan "kennis, vrijheid en macht" met een ononderbroken geschiedenis sinds 1421. Het Broederschap volgt de oude religie die tegenwoordig als Odinisme of Asatru bekendstaat. De leden worden ingewijd tijdens een ritueel waarbij ze hun bloed moeten offeren aan de goden. Behalve het feit dat de leden trouw aan de specifieke goden en anoniem moeten blijven, zijn er verder geen regels of wetten waar de leden zich aan moeten houden. De leden van het genootschap brengen hun boodschap enkel mondeling over aan de nieuwe leden.

## Geschiedenis
Een jonge heidense weduwe, een moeder van drie kinderen, werd betrapt toen ze in een afgelegen grot de oude goden aan het aanbidden was, en op de brandstapel gesleurd. Na de moord op hun moeder riepen haar kinderen hun dode moeder op door middel van magie, de moeder vroeg om de oude godsdienst in ere te houden en daarvoor een geheim genootschap op te richten, dit werd dus het Odin Broederschap. Volgens het genootschap zullen hun woorden op een dag bevestigd worden door het vinden van bepaalde (half-)verbrande voorwerpen die ergens begraven liggen. De voorwerpen zouden zich ergens ten noorden van de Zwarte Zee bevinden.